# Ожеговцы
Ожеговцы — деревня в Зуевском районе Кировской области в составе Семушинского сельского поселения.

## География
Находится недалеко к северу от железнодорожной линии Киров-Пермь на расстоянии примерно 17 километров на запад-северо-запад от районного центра города Зуевка.

## История
Упоминается с 1802 года, когда здесь было учтено 3 двора и 14 душ мужского пола как починок Вновь Росчисной Тимошки Попова. В 1873 году отмечено было дворов 5 и жителей 43, в 1905 году 9 и 78, в 1926 16 и 107. В 1950 году было учтено хозяйств 30 и жителей 97. В 1989 году учтено 18 жителей. 

## Население
Постоянное население  составляло 15 человек (русские 100%) в 2002 году, 15 в 2010.